# Chiesa dei Santi Faustino e Giovita (Botticino)
La chiesa dei Santi Faustino e Giovita è la parrocchiale di Botticino Mattina, frazione-capoluogo del comune sparso di Botticino, in provincia e diocesi di Brescia; fa parte della zona pastorale di Rezzato.

## Storia
Nella seconda metà del XVI secolo la popolazione di Botticino Mattina aumentò considerevolmente e fu necessario costruire una nuova chiesa, dedicata ai Santi Pietro e Paolo, che nel 1578 fu descritta come sede di parrocchia.
Nel XVIII secolo il primitivo edificio non venne più ritenuto adeguato e il progetto per un nuovo luogo di culto venne affidato nel 1740 all'architetto Giovanni Battista Marchetti, che aprì il cantiere ed in seguito venne affiancato e sostituito dal figlio Antonio. Il disegno originale prevedeva un edificio con pianta a croce greca, ma nel 1742 fu modificato in modo da eliminare il transetto.
La prima pietra della parrocchiale fu finalmente posta nell'estate del 1745; i lavori continuarono per oltre trent'anni e nel 1772 la chiesa risultò aperta al culto. Venne benedetta solo successivamente, il 28 ottobre 1776.
Nel 1779 furono posti gli stucchi e fu ulteriormente arricchita di decorazioni. Nel 1833 venne realizzata la croce di ferro che corona il frontone e nel 1845 fu eretto il campanile.
La chiesa fu restaurata nel 1931 e nel 1932 venne consacrata dal vescovo di Alatri Mario Toccabelli.
Il terremoto di Salò del 2004 provocò diversi danni alla struttura e fu necessario un lungo intervento di ristrutturazione, terminato solo nel 2008.

## Descrizione

### Esterno
La facciata della chiesa è spartita da una cornice marcapiano aggettante in due registri, entrambi scanditi da lesene corinzie; l'ordine inferiore, più largo, presenta il portale d'ingresso e due nicchie, mentre quello superiore, coronato dal timpano triangolare, è caratterizzato da un finestrone.
Accanto alla chiesa sorge il campanile, suddiviso da cornici marcapiano; il basamento è caratterizzato da un timpano triangolare su ogni lato, mentre la cella presenta quattro monofore.

### Interno
L'interno dell'edificio si compone di una sola grande navata, sulla quale si aprono le cappelle laterali, ciascuna caratterizzata dalla presenza di due altari, e le cui pareti presentano una cornice sopra la quale si imposta la volta a vela.
Al termine dell'aula si sviluppa l'ampio presbiterio, sopraelevato di alcuni gradini e chiuso dall'abside di forma semicircolare, in cui vi è la soasa dell'altare maggiore.
Opere di pregio qui conservate sono la pala dell'altare maggiore, dipinta nel 1797 da Felice Campi, le tele cinquecentesche ritraenti la Deposizione dalla Croce e la Trionfo di San Michele sul demonio, l'affresco con soggetto l'Annunciazione, eseguiti tra il 1931 e il 1932 dalla bottega del torinese Luigi Morgari, la tela di San Pietro liberato dal carcere, realizzata nel 1828 da Giulio Motta, il settecento organo, costruito da Antonio di Venezia, e gli affreschi realizzati da Pietro Scalvini e quelli eseguiti forse da Carlo Rosini.